# FC 02 Barchfeld
FC 02 Barchfeld is een Duitse voetbalclub uit Barchfeld, Thüringen.

## Geschiedenis
De club werd in december 1902 opgericht als FC Barchfeld an der Werra en is daarmee de oudste club van Zuid-Thüringen. De club werd in 1906 kampioen van het district Meiningen. In 1912 werd Barchfeld lid van de Thüringse voetbalbond. Tijdens de Eerste Wereldoorlog sneuvelden 101 jonge mannen uit Barchfeld, waaronder enkele voetballers. In 1922 sloot de club zich aan bij de Midden-Duitse voetbalbond. De club speelde in de competitie van West-Thüringen en promoveerde in 1930 naar de hoogste klasse. De club speelde drie seizoenen in de hoogste klasse en werd twee keer zevende op tien clubs.
In 1933 werd de competitie geherstructureerd nadat de NSDAP aan de macht kwam in Duitsland. De Midden-Duitse bond en al zijn competities verdwenen en maakten plaats voor de Gauliga Mitte en Gauliga Sachsen. Enkel kampioen Jena plaatste zich voor de Gauliga en verder nog twee clubs voor de Bezirksklasse Thüringen. Barchfeld bleef in de West-Thüringse competitie, die nu als Kreisklasse Westthüringen nog maar de derde klasse was. De club werd kampioen in 1935 en 1937 maar kon via de eindronde geen promotie afdwingen.
Na de Tweede Wereldoorlog werden alle Duitse clubs ontbonden. De club werd heropgericht als SG Barchfeld. In 1948 werd de naam gewijzigd in ZSG Industrie Barchfeld en in 1952 in BSG Motor Barchfeld. In 1955 promoveerde de club naar de Bezirksliga Suhl, de derde klasse, maar degradeerde meteen weer. Van 1958 tot 1966 speelde Motor opnieuw in de Bezirksliga. In 1973 en 1975 degradeerde de club tot in de 2. Kreisklasse. In 1984 promoveerde de club naar de Bezirksklasse en in 1990 weer naar de Bezirksliga.
Na de Duitse hereniging werd opnieuw de historische naam gegeven, in de gezamenlijke competitie verdween de club al snel naar de lagere reeksen.